# Reichenbach im Kandertal
Reichenbach im Kandertal é uma comuna da Suíça, situada no vale do rio Kander, no Oberland, a  região mais elevada do Cantão de Berna. Estende-se por uma área de 125,73 km² e conta com uma população de 3.362 habitantes. A  densidade populacional é de 27 hab/km².
Confina com as seguintes comunas: Aeschi bei Spiez, Diemtigen, Frutigen, Kandergrund, Kandersteg, Lauterbrunnen, Wimmis.
A língua oficial nesta comuna é o alemão.

## História
Foi na vila de Kienthal (ou Kiental), pertencente à comuna de Reichenbach im Kandertal, que se realizou, em abril de 1916, a Conferência Internacional Socialista, que reuniu os socialistas que se opunham à Primeira Guerra Mundial.